# カンピ駅
カンピ駅 (フィンランド語: Kampin metroasema, スウェーデン語: Kampens metrostation) はヘルシンキ地下鉄の駅。 ヘルシンキ市中心部にあり、 カンピ地区およびトーロー地区の拠点駅となっている。 2005年に完成した長距離、並びにエスポー方面へのバスターミナルと、 カンピショッピングセンターと直結している。 M1号線、M2号線の全列車が停車する。

## 駅構造
出口は東西に2箇所あり、東出口はカンピショッピングセンターと連絡している。どちらの出口にもエスカレーター3機とエレベーターが設置されている。プラットホームは島式の1面2線である。
西口に設置されているエスカレーターは65メートルあり、2016年3月にヘルシンキ・ヴァンター国際空港により長いエスカレーターが設置されるまで、フィンランド国内最長のエスカレーターであった。

### のりば
| （北側） | ■ | タピオラ・マティンキュラ方面 |
| （南側） | ■ | メッルンマキ・ヴオサーリ方面 |

※進行方向は右側通行である。

## 歴史
- 1983年3月1日　開業
- 2005年6月2日　カンピショッピングセンター開業に伴い、東口開業

## 駅構内の画像

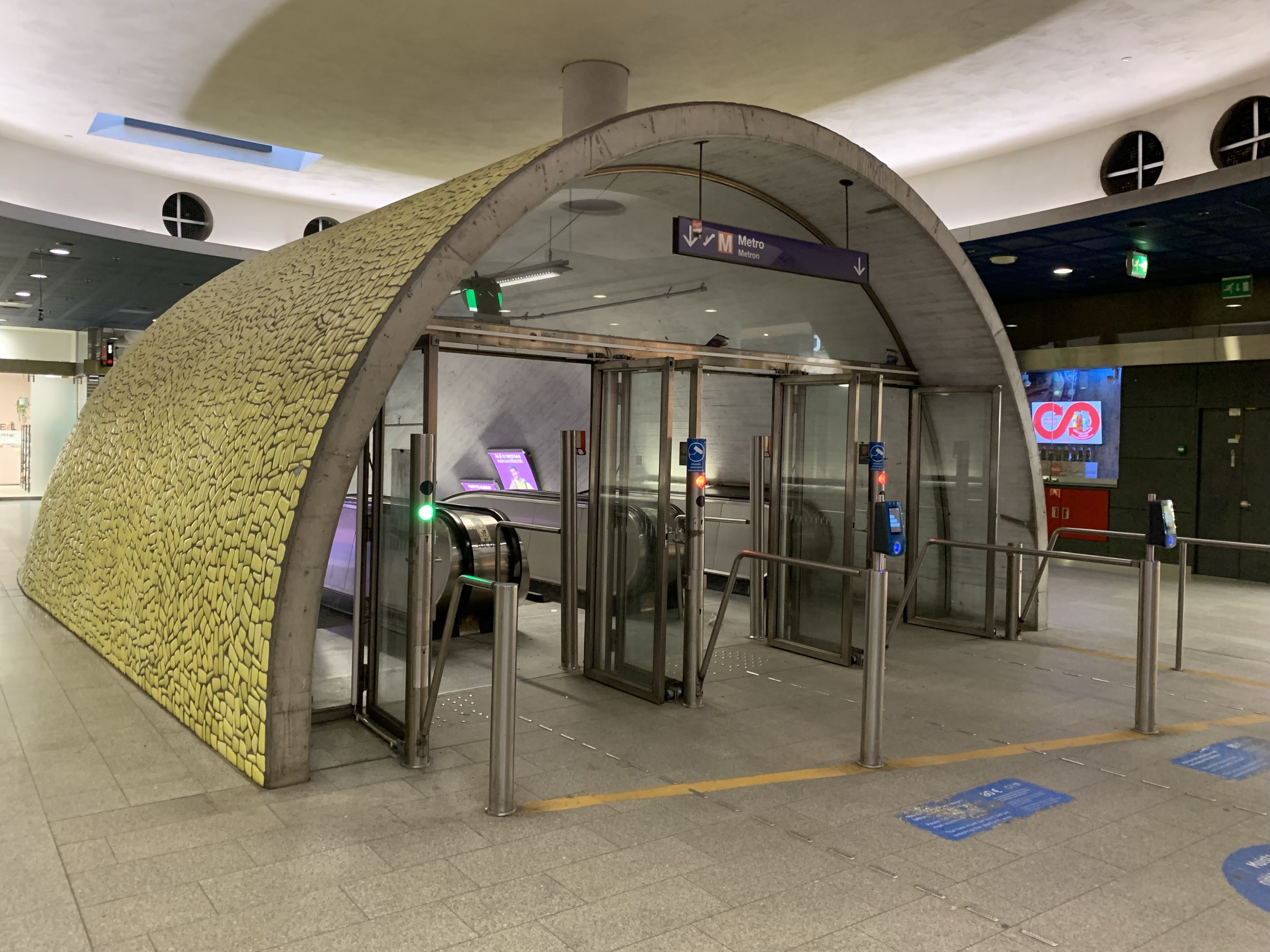
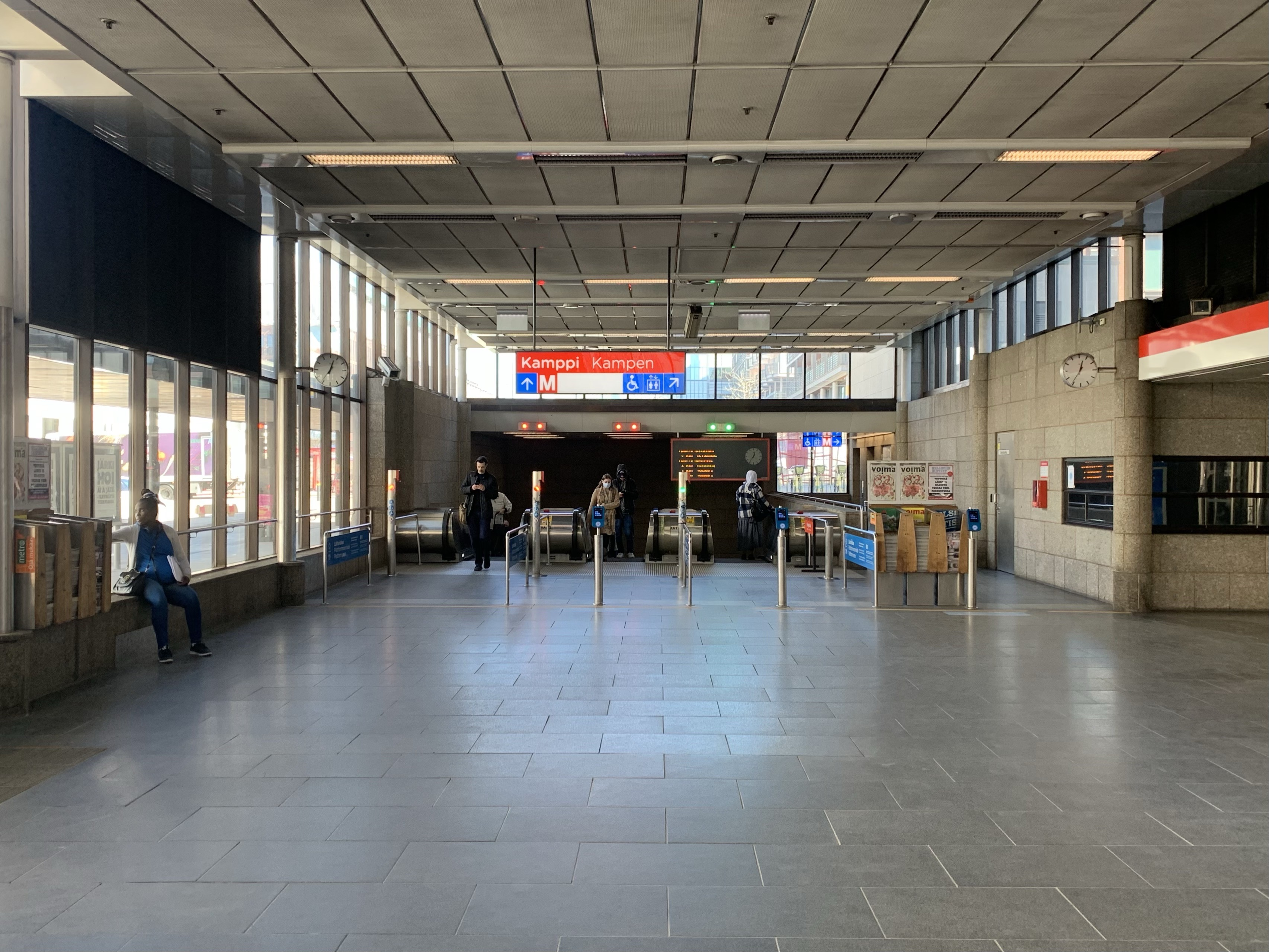
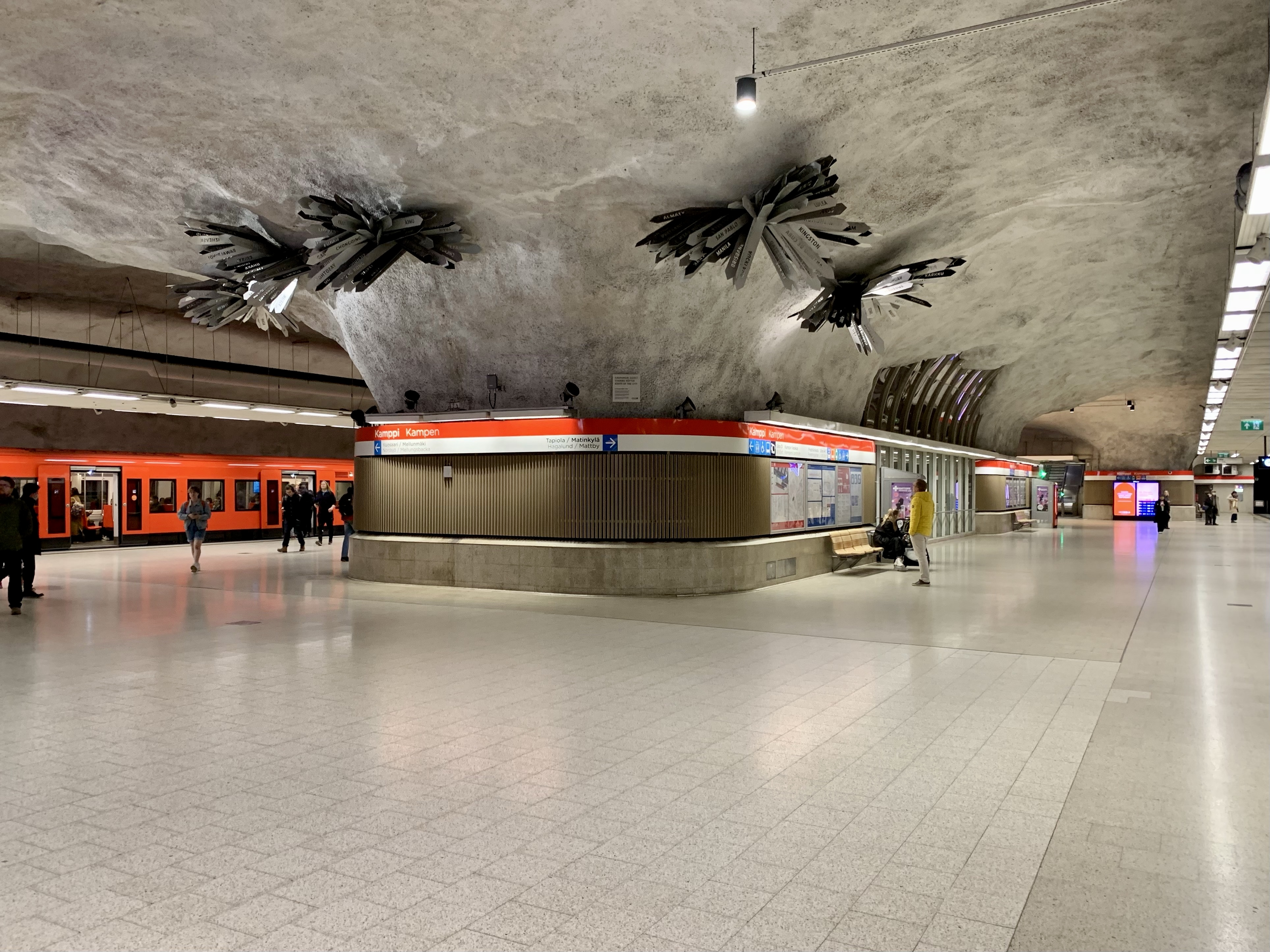
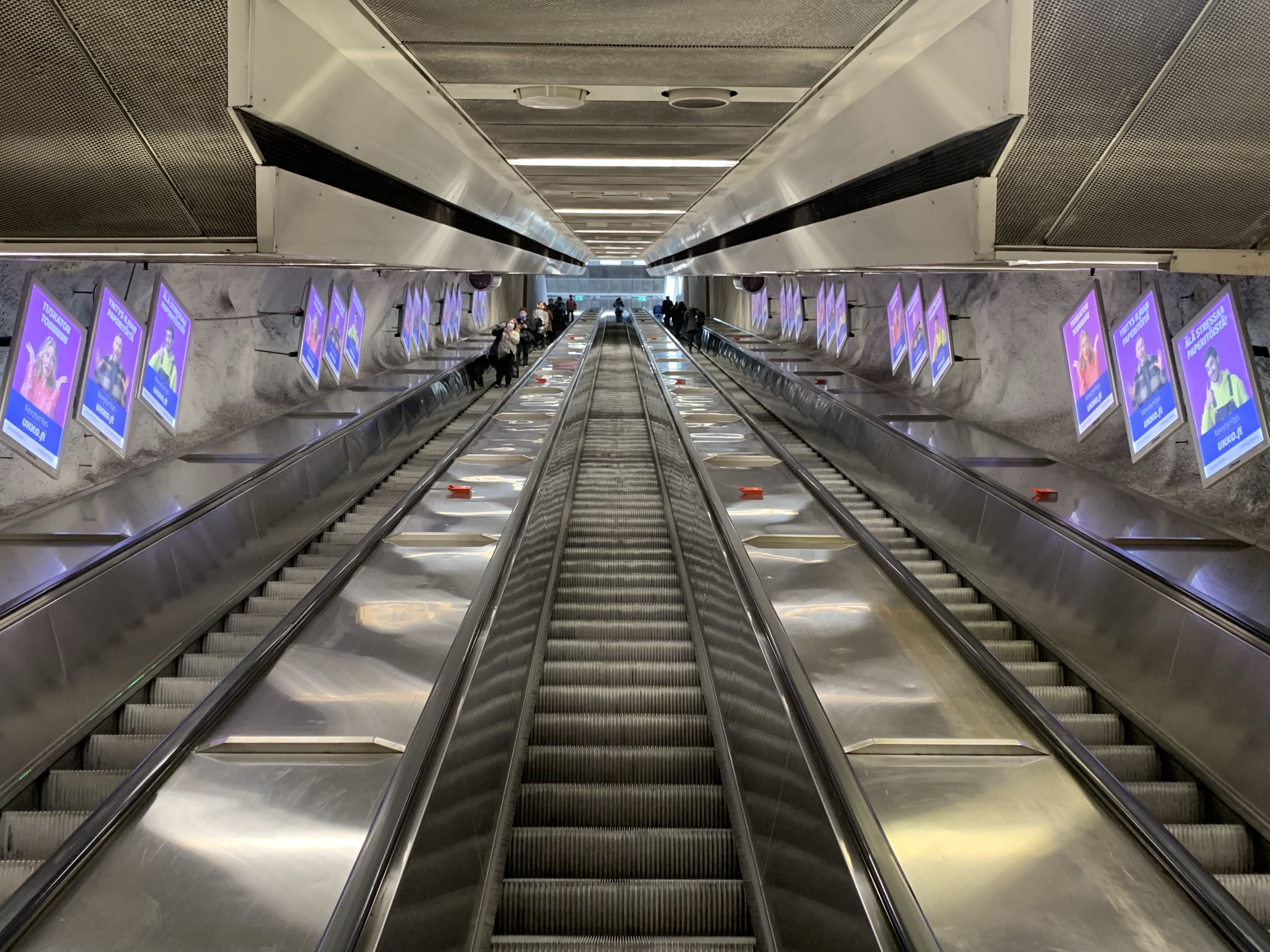
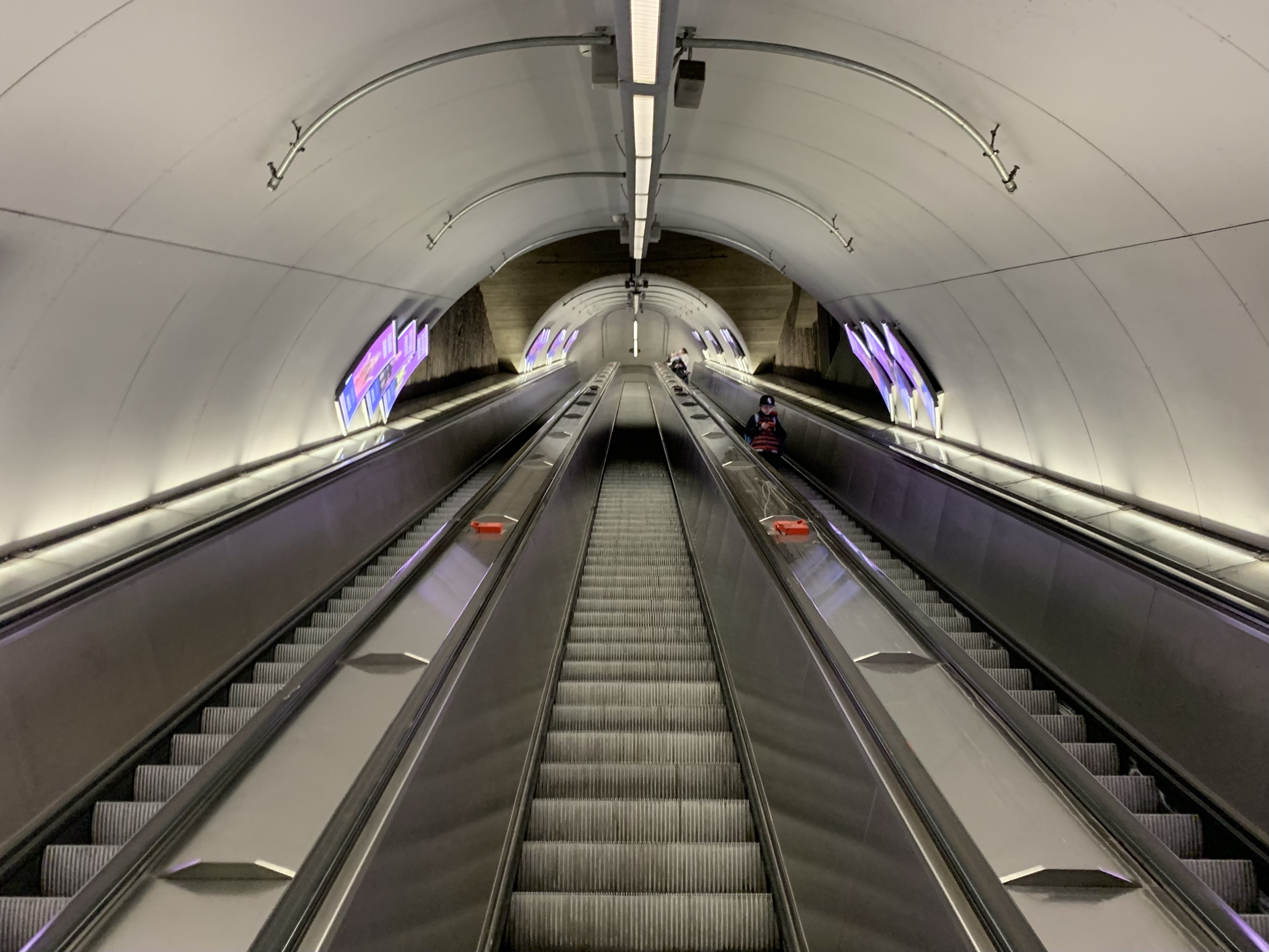